# Jihočeské pánve
Jihočeské pánve (německy Südböhmische Talkessel) jsou geomorfologickou oblastí na jihozápadě Česko-moravské subprovincie, na jihu zasahují na rakouské území. Jejich reliéf je tektonicky podmíněný a má rovinný až plochý pahorkatinný charakter.

## Členění
Asymetrickou hrástí Lišovského prahu jsou rozděleny na Českobudějovickou pánev na západě a na Třeboňskou pánev na východě.

## Geologie
Jihočeské pánve vznikly jako rozsáhlá sníženina působením tlaku od jihu při procesech saxonské zlomové tektoniky jako reakce na horotvorné procesy alpinského vrásnění. První poklesy zemských ker podél hlubinných zlomů jsou datovány do konce křídy v období před 100 miliony lety, a později pokračovaly téměř do současné doby. Pánve byly vyplněny jezery, které byly odvodňovány k jihovýchodu do oblasti nazvané Paratethys (pásmo pánví od západního předpolí Alp až do kaspické oblasti). Začátkem třetihor se Jihočeské pánve dostaly do vlivu moře, který byl ukončen pozdějším výzdvihem Českého masivu a jezero vyplňující pánevní prohlubně bylo nadále sladkovodní. Jižní odvodňování bylo přerušeno až v pliocénu (přibližně před 4 miliony let), kdy došlo k oživení výzdvihů v oblasti Šumavy a Novohradských hor. Celá oblast pánví začala být odvodňována severním směrem a říční síť tak postupně nabývala dnešního rázu.

## Vodstvo
Jihočeské pánve se rozkládají v povodí Vltavy, Otavy a Lužnice. Nacházejí se v nich největší české rybníky Rožmberk, Horusický rybník, Bezdrev, Dvořiště, Velký Tisý, Záblatský rybník, Dehtář, Staňkovský rybník, Velká Holná, Svět, Koclířov, Kačležský rybník, Opatovický rybník.

## Klimatické podmínky
Průměrná teplota v oblasti Jihočeských pánví se pohybuje mezi 7,5 – 8,5 °C. Průměrný objem ročních srážek činí asi 600–650 mm.